# Neper

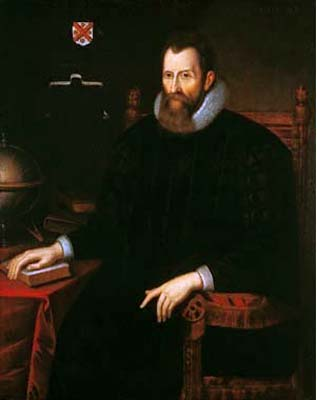
Retrat de John Napier, que donà nom a la unitat.

 Aquest article és sobre una unitat de mesura. Sobre el matemàtic escocès, vegeu John Napier 
El neper (Np) és una unitat de mesura relativa que s'utilitza sovint en el camp de la telecomunicació, per a expressar relacions entre voltatges o intensitats. El seu nom procedeix de John Napier, l'inventor dels logaritmes. Encara que no és una unitat de mesura del Sistema Internacional, el seu ús és àmpliament generalitzat, i té la mateixa finalitat que el decibel.
La diferència fonamental entre el decibel i el neper, és que el decibel està basat en el logaritme decimal de la relació de magnituds, mentre que el neper ho està en el logaritme natural o neperià de l'esmentada relació.
Essent {\displaystyle x_{1}\,} i {\displaystyle x_{2}\,} dos valors relacionats, el neper es defineix de la següent manera:
{\displaystyle {\text{Np}}=\ln {\frac {x_{1}}{x_{2}}}=\ln x_{1}-\ln x_{2}}
on {\displaystyle \ln \,} és el logaritme natural.

## Relació amb el decibel
El neper s'utilitza principalmennt per expressar relacions entre voltatge sobre  intensitats mentre que el decibel, és més utilitzat per expressar relacions entre  potències. Tenint en compte es pot establir la relació entre ambdues unitats a partir d'una relació de voltatges:
per la qual cosa:
La correspondecia de Np a dB de la mateixa magnitud física, i.e., potència amb potència o intensitat amb intensitat és:
L'equivalència anterior està prohibida en telecomunicacions per tal d'evitar ambigüitats. Si ara es calcula quants decibels corresponen a aquesta relació de tensions, amb la relació de potències es té:
{\displaystyle 1\ {\mbox{Np}}={\frac {20}{ln_{}10}}{\mbox{dB}}\approx 8{.}685889638\ {\mbox{dB}}\,}
i a l'inrevés
{\displaystyle 1\ {\mbox{dB}}={\frac {1}{20\log _{10}e}}\ {\mbox{Np}}\approx 0{.}115129254\ {\mbox{Np}}.\,}
Encara que, com s'ha dit, es pot utilitzar per a relacions de potències, voltatges o intensitats, en el cas de potències i tenint en compte que:
el valor en nepers queda determinat per la fórmula:
Igual que el decibel, el neper és una unitat adimensional, estant l'ús d'ambdues unitats reconegut per la Unió Internacional de Telecomunicacions (UIT) i pel Sistema Internacional de Pesos i Mesures (SI).